# Patsy Swayze
Yvonne Helen "Patsy" Swayze, née le 7 février 1927 à Houston au Texas et morte le 16 septembre 2013 à Simi Valley en Californie, est une danseuse et chorégraphe de cinéma américaine.
Elle est la mère des acteurs Patrick et Don Swayze.

## Biographie
Son intérêt pour la danse vient des suites d'un accident de voiture survenu dans son enfance. Sa mère l'incite à suivre des cours de danse classique pour l'aider à se relever du drame et en effacer le traumatisme. Fascinée, elle décide d'en faire sa profession.
Patsy fonde le Houston Jazz Ballet Company dont elle devient la directrice. Jaclyn Smith, Randy Quaid et Debbie Allen furent ses élèves. Elle enseigne également la danse à l'université de Houston durant près de dix-huit ans. Elle ouvre aussi une école de danse (Swayze School of Dance). Le succès vient à l'aube des années 1980, après qu'elle a réalisé la chorégraphie du film Urban Cowboy de James Bridges, mettant en scène les acteurs John Travolta et Debra Winger. Les détails de la chorégraphie sont réglés par Patsy et sa belle-fille, la danseuse Lisa Niemi, épouse de son fils Patrick depuis 1975. Son travail retient l'attention d'Hollywood et lance sa carrière de chorégraphe de cinéma, ce qui pousse la famille Swayze à quitter le Texas pour venir s'installer en Californie.
Patsy Swayze dirige une nouvelle école de danse à Simi Valley pendant vingt ans, travaillant sur des chorégraphies dont les principaux styles sont la danse classique et le jazz. Elle emploie ses talents de chorégraphe pour de nouveaux films comme Liar's Moon en 1982 ou Ainsi va la vie (Hope Floats), réalisé par Forest Whitaker en 1998.
En 2003, elle travaille avec Lisa Niemi pour la chorégraphie du film One Last Dance, réalisée par sa belle-fille et mettant en scène son fils Patrick Swayze.
Mariée au dessinateur industriel Jesse Wayne Swayze (1925-1982), elle est mère de cinq enfants : Patrick, Don, Sean, Vicky et Bambi qu'elle a adoptée. Son fils Patrick décède d'un cancer du pancréas en 2009.
Patsy Swayze meurt des suites d'une chute le 16 septembre 2013 à son domicile de Simi Valley, âgée de 86 ans.

## Filmographie

### Comme chorégraphe
- 1980 : Urban Cowboy
- 1982 : Le Challenger
- 1993 : Younger and Younger
- 1995 : Problem Child 3: Junior in Love (TV)
- 1998 : Ainsi va la vie
- 1998 : Lettres à un tueur
- 2000 : Picnic (TV)
- 2003 : One Last Dance